# Songnisan-Nationalpark
Der Songnisan-Nationalpark (koreanisch 속리산국립공원) ist einer von 22 Nationalparks in Südkorea. Er wurde 1970 als sechster Nationalpark in der Mitte des Landes eingerichtet.

## Namensherkunft
Einer Legende nach soll Songnisan so viel wie „Berge, um die Welt zu verlassen“ bedeuten. Die Berge bekamen demnach ihren Namen, als ein Mönch im 5. Regierungsjahr der Königin Seondeok (선덕여왕) von Silla (신라) zum Tempel von Beopjusa (법주사) kam und seines Weges Ochsen vor ihm kniend niedergingen. Als die Bauern dies sahen, folgten die dem Mönch um den Buddhismus zu praktizieren.

## Geographie
Der Songnisan-Nationalpark befindet sich rund 40 km nordöstlich von Daejeon (대전광역시), rund 35 km südwestlich von Cheongju (청주시) und rund 33 km westsüdwestlich von Mungyeong (문경시), zu Teilen in der Provinz Chungcheongbuk-do (충청북도) und Gyeongsangbuk-do (경상북도).
In dem Nationalpark befindet sich der Stausee Samgajeosuji (삼가저수지), der sich von der Staumauer aus nach Nordosten und Osten ausbreitet und Längen von 1,66 km und 1,83 km aufweist. Seine maximale Breite beträgt rund 420 m. Der Stausee, der nicht zur Stromerzeugung verwendet wird, verfügt über vier Abflüsse, über drei Himmelsrichtungen verteilt. Rund 5,5 km nördlich befindet sich mit 1058 m der höchste Berg des Nationalparks, der Cheonwangbong (천왕봉), um den sich herum der Nationalpark ausdehnt und acht Berggipfel sich in einem Bogen spannen.

## Geschichte
Am 24. Juni 1964 wurde Songnisan vom Ministerium für Kultur, Sport und Tourismus als historisch und landschaftlich wertvoller Ort unter der Registrierungsnummer 4 gelistet. Knapp fünf Jahre später entschied das Ministerium für Land, Transport und maritime Angelegenheiten das Gebiet für den Tourismus auszuweisen und ein weiteres später, am 24. März 1970 erfolgte die Zuweisung als Nationalpark. Am 30. Dezember 1984 wurde die Fläche des Nationalparks von 106,18 km² auf 283,4 km² ausgeweitet und am 5. Oktober 2017 in Songnisan-Nationalpark umbenannt. Wann genau die Flächenänderung auf 274,541 km² ist nicht bekannt.

## Flora und Fauna
Als Besonderheit in dem Nationalpark gilt das Sibirische Gleithörnchen (Pteromys volans), das sich im Gleitflug von Baum zu Baum bewegen kann. Es gilt als eine gefährdete Art in Südkorea.